# Walk Away (песня Аланис Мориссетт)
Walk Away — песня Аланис Мориссетт из дебютного альбома «Alanis» 1991 года. Песня была выпущена промосинглом для радио и телевидения. В видеоклипе снялся тогда начинающий актер Мэтт Леблан. Песня попала на 35-ю позицию в чарте Канады. Песня была использована в фильме Трудный ребенок 2.
«Walk Away» — одна из демо-песен, которые Лесли Хау и Мориссетт написали с клавишником Сержем Коте в студии, после того как Хау и её менеджер Стефан Клован решили попробовать заключить контракт. Хау и Клован сняли дорогой видеоклип в Париже. В 1988 Хау отослал клип Джону Александру, который был впечатлен и помог Мориссетт заключить контракт.

## Список композиций
1. «Walk Away» (Radio Edit) — 3:57